# Ogliara (olivo)
L'Ogliara (detta anche Ogliariola) è una varietà di oliva del comune di Bisignano (CS).

## Caratteristiche
Pianta di medio sviluppo.
Frutto di media grandezza di forma obovata, gibboso. A maturazione, la drupa prende un colore vinoso scuro, la polpa di colore bianco latteo. 
Il nòcciolo è di forma ovale, gibboso con due coste. Peso medio del seme 0,52 g. Percentuale della polpa 79,20 %.
L'olio è di buona qualità, così come la resa.